# Maria Josefa Sancho de Guerra
Maria Josefa Sancho de Guerra, in religione Maria Giuseppa del Cuore di Gesù, (Vitoria, 7 settembre 1842 – Bilbao, 20 marzo 1912), è stata una religiosa spagnola, fondatrice della congregazione delle Serve di Gesù della Carità. Beatificata nel 1992, è stata proclamata santa da papa Giovanni Paolo II nel 2000.
La sua memoria ricorre il 20 marzo.